# 馬爾卡帕塔區
馬爾卡帕塔區（西班牙語：Distrito de Marcapata），是秘魯的一個區，位於該國南部庫斯科大區的基斯皮坎奇省，始建於1869年1月20日，面積1,687.91平方公里，海拔高度3,150米，2005年人口5,141，人口密度每平方公里3人。